# Geozone
Der Begriff Geozone(n) (auch Geographische Zonen oder Zonales Modell) wird hier als Oberbegriff für alle Modelle der Bio- und Geowissenschaften verwendet, die die Erdoberfläche nach verschiedenen Merkmalen in Zonen einteilen. Eine „Zone“ ist in diesem Zusammenhang eine abgrenzbare Fläche mit auffallenden Ähnlichkeiten bestimmter naturräumlicher Erscheinungen, die in ost-westlicher Anordnung in etwa auf den gleichen Breitengraden (ein- oder mehrfach) vorkommen (zum Beispiel die Ökozone der Immerfeuchten Subtropen nach Schultz, die u. a. auf der Südhalbkugel zwischen 25 und 40° südlicher Breite an den Ostseiten aller Kontinente zu finden ist) – und die Teil verschiedener, die ganze Erde umfassender Zonen ist.
Die primäre Ursache aller Geozonen sind die Klimazonen, die sich prinzipiell – sofern nicht durch Hochgebirgsklimate unterbrochen – weltumspannend gürtelförmig um die Erde erstrecken und deren Entstehung auf gleichartige thermische Klimabedingungen durch unterschiedlich starke Sonneneinstrahlung zurückzuführen ist. Der Grund für die Existenz verschiedener, nebeneinander liegender Geozonen innerhalb eines Breitengradbereiches sind weitere Klimaparameter – vor allem die Niederschläge im Wechsel der Luftdruck- und Windsysteme – in den jeweiligen Klimazonen. Abweichungen von den parallelen Breitenkreisen werden durch die klimatischen Auswirkungen von Meeresströmungen und Gebirgen oder durch besondere regionale Bodenbeschaffenheiten (vor allem Wasserdurchlässigkeit und -haltevermögen) verursacht.
Geozonen bilden immer nur einen zeitweiligen Zustand ab, da sich das Klima der Erde in langen Zeiträumen immer verändert. Der menschengemachte Klimawandel führt sehr wahrscheinlich schon in wenigen Jahrzehnten zu notwendigen Anpassungen der Klimazonen- und der anderen geozonalen Modelle.
Die in Schulbüchern häufige Bezeichnung Landschaftsgürtel vereint Elemente aus Klimatologie, Bodenkunde, Geobotanik und Geomorphologie, die – unklar voneinander abgegrenzt – auf einen geozonalen Raum projiziert werden.
Höhenstufen sind keine Geozonen, obwohl auch hier der prägende Faktor das Klima ist. Biogeographische Modelle, die keinen direkten Bezug zum Klima aufweisen (wie z. B. das Floren- oder Faunenreich) werden ebenfalls nicht zu den Geozonen gerechnet!

## Begriff
„Geozonal“ ist zusammengesetzt aus den altgriechischen Worten γη / „ge“ (Vorsilbe Erd-) und „zṓnē“ (sich gürten). Der Begriff bezeichnet eine der geographischen Maßstabsebenen zwischen „global“ und „regional“.
Der Ausdruck „Geozone“ geht u. a. auf einen Vorschlag des Geographen Josef Birkenhauer zurück und ist fast ausschließlich im Zusammenhang mit der Didaktik der Geographie, vor allem in Schulen und Schulbüchern, gebräuchlich. So wird er z. B. im Handbuch des Geographieunterrichts als Sammelbegriff für die verschiedenen Modelle zur Einteilung der Erde verwendet, die sich mit den klimaabhängigen Erscheinungsformen der Naturräume befassen. In gleicher Weise stehen die Geozonen in zahlreichen Lehrplänen. Da der Begriff lediglich undifferenziert aus den Worten Erde und Zone zusammengesetzt ist, eignet er sich gut als lexikalischer Oberbegriff für alle Arten von Zonen.
Der Begriff wird in Wissenschaft und Literatur demnach selten und uneinheitlich verwendet. Synonyme sind häufig Geographische Zone und Zonale Modelle. Die ebenfalls in verschiedenen Publikationen angewandten Begriffe Geoökologische Zone, Vegetationszone, Florenzone, Biozone und Ökozone werden zusammenfassend als Zonale Modelle der Biogeographie bezeichnet und damit als zweiter Unterpunkt den Geozonen untergliedert (→ Grundlage und Gliederung). (Geologische Zone ist ein Begriff aus der Geologie, der keinen Bezug zu den hier beschriebenen geografischen Zonen hat)
Die Teilaspekte, auf die Wert gelegt wird, sind bei allen Modellen jeweils andere; immer ist aber das Klima ein bestimmender Faktor, gefolgt von der Vegetation. Den Pflanzen und hierbei besonders ihren typischen Formationen kommt vermehrt Aufmerksamkeit zu: Einmal lassen sie sich relativ leicht erfassen und kartografieren, zum anderen nimmt man eine besondere Indexfunktion der Pflanzen an. Das heißt, dass aus einer Pflanzenformation recht sichere Schlüsse auf andere Faktoren wie Klima und Boden, aber auch vorhandene Tiere gezogen werden können.

## Grundlage und Gliederung

### Klimazonen
Aufgrund der Kugelgestalt der Erde wird der Einfallswinkel der Sonnenstrahlen vom Äquator zu den Polen immer flacher. Damit nimmt die Strahlungsenergie (mathematisch berechenbar) entsprechend ab. Dies ist die primäre Ursache für die Entstehung der unterschiedlichen Klimate auf dem Planeten und damit der (solaren und thermischen) Klimazonen als Grundlage aller geozonaler Modelle.
Mit den sogenannten Klimaklassifikationen entstanden detaillierte Modelle der Klimatologen, die bereits große Ähnlichkeiten mit den biogeographischen Modellen aufweisen.

### Zonale Modelle der Biogeographie
Der zweite Zweig der Geozonen umfasst die aus dem Klima und weiteren sekundären Merkmalen (Flora, Fauna, Wasserhaushalt, Boden u. ä.) abgeleiteten Modelle, die zonalen Modelle der Biogeographie. Zum Teil wird der Begriff „Landschaftszone“ als Oberbegriff verwendet.

### Anthrom, die zonale Gliederung nach der Prägung durch den Menschen
Die Naturräume der Erdoberfläche werden nicht nur durch natürliche Faktoren wie Klima, Geologie, Flora und Fauna geprägt, sondern in zunehmendem Maße durch den Menschen. Zonen gleicher Landnutzung ähneln sich dabei oft, auch wenn sie in verschiedenen Klimazonen liegen. Nach dem Modell von  Erle C. Ellis und Navin Ramankutty lassen sich so verschiedene Anthrome definieren, beispielsweise Städte, Siedlungen, landwirtschaftliche und forstwirtschaftliche Flächen, sowie Wildnis.

## Die Vielfalt der geozonalen Modelle
Animationsreihenfolge

Diese Animation zeigt nacheinander 11 Karten verschiedener geozonaler Modelle und veranschaulicht so ihre Unterschiede. (Schleifendauer ca. 3 Min.)

1. Satellitenbildkarte der Erde (Hybrid aus Satellitenbild und physischer Karte der Landflächen)
2. Solare Einstrahlung, vereinfacht (rot = stark, weiß = gering)
3. Beleuchtungsklimazonen (Wendekreise und Polarkreise als Grenzen)
4. Klimazonen (genetisch)
5. Klimazonen, effektiv (nach Köppen/Geiger)
6. Vegetationszonen
7. Vegetationszonen, vereinfacht
8. FAO-Ökozonen
9. Zonobiome (nach Walter und Breckle)
10. Ökozonen (nach Schultz)
11. abschließend erneut Satellitenbildkarte

Die Auswahl der für ein Geozonen-Modell verwendeten Daten und Merkmale (wie Sonneneinstrahlung, Temperatur, Niederschlag, Pflanzendecke, Böden, Tierwelt u.v. a.) sind je nach Autor und Zweck unterschiedlich. Während die Vegetationszonenmodelle aus sehr vielen Zonen bestehen, kommt beispielsweise das Ökozonenmodell (Schultz) mit nur neun Zonen aus. So sind auch die Grenzen zwischen den Zonen sehr unterschiedlich gewählt. Zudem kommt es zwangsläufig zu Abweichungen, da die Übergänge in der Realität fließend sind und jeder Autor demnach seine eigene Festlegung vornehmen muss.
(Anmerkung: Die in der Animation verwendeten Karten Vegetationszonen, FAO Ecozones, Zonobiome und Ökozonen sind auch als statische Wikipedia-Karten vorhanden.)

### Datengrundlage

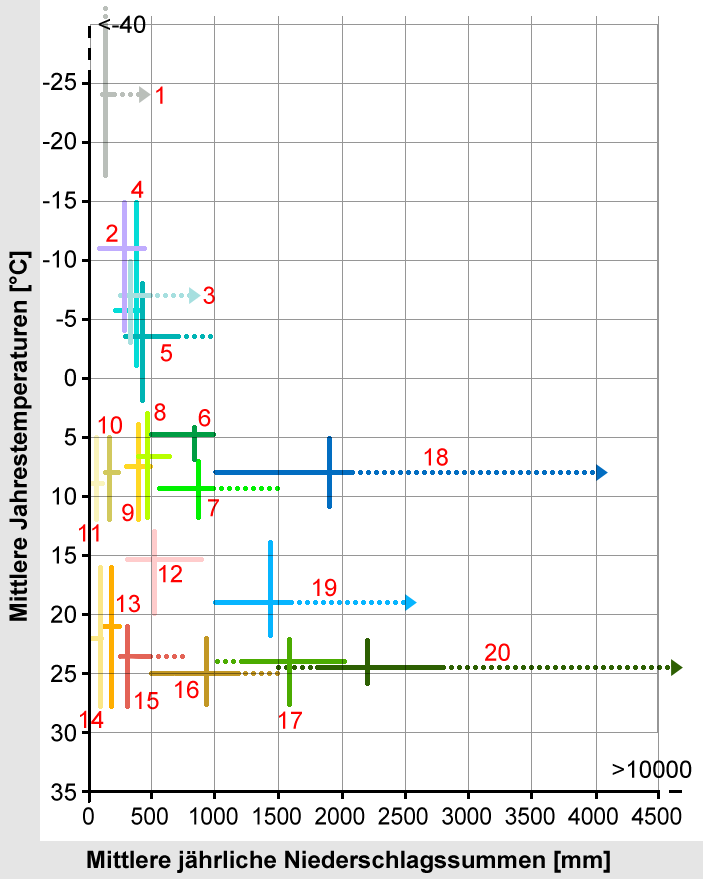
Gliederung der wichtigsten terrestrischen Pflanzenformationen nach Temperatur und Niederschlag aufgrund verifizierter Daten.
Die Hartlaubvegetation (12) liegt hier bei 13–20 °C und 300–900 mm.

Die Abgrenzung innerhalb fließender Übergänge und das Fehlen allgemeingültiger Standards hat zwangsläufig zu einer großen Modellvielfalt geführt. Zudem sind aufgrund des globalen Bezugsrahmens immense Datenmengen nötig, um zu belastbaren Ergebnissen zu kommen. Dies war bis zur Einführung der elektronischen Datenverarbeitung nur sehr eingeschränkt möglich. Für geozonale Modelle existiert daher eine Vielzahl von Grenzwerten und Aussagen, die über Jahrzehnte unkritisch beibehalten wurden, obwohl sie modernen Erkenntnissen teilweise nicht mehr entsprechen. Vergleiche werden dadurch erheblich erschwert.
Ein Beispiel ist die Abgrenzung von Pflanzenformationen / Vegetationstypen nach den Jahresdurchschnittswerten für die Lufttemperaturen und Niederschlagssummen. Während die extrem trockenen, kalten und feuchten Klimaregionen immer schon recht einheitlich zugeordnet wurden, existieren dazwischen große Unterschiede. Die Zone der mediterranen Hartlaubvegetation wurde etwa wie folgt eingegrenzt:
| Autor, (erste) Veröffentlichung    | Jahresmitteltemperaturen | Mittlere Jahresniederschlagssummen |
| ---------------------------------- | ------------------------ | ---------------------------------- |
| Dansereau (1957), Whittaker (1970) | 13–20 °C                 | 700–1300 mm                        |
| Lieth (1975), Walter               | 9–20 °C                  | 400–1200 mm                        |
| Klaus Müller-Hohenstein (1989)     | 14–21 °C                 | 400–1000 mm                        |
| Pierre Madl (1999)                 | 15–20 °C                 | 300–900 mm                         |
| FAO (2000)                         | +/- 18 °C                | 400–900 mm                         |
| Christian Körner (2002)            | ~17,4 °C                 | 400–1000 mm                        |
| Post u. a.(2008)                   | 12–24 °C                 | 375–1000 mm                        |

Die nebenstehende Grafik zeigt die jeweiligen Temperatur- und Niederschlagsspannen, bei der die abgebildeten Vegetationstypen nach heutigen Erkenntnissen in idealtypischer Weise weltweit ihr häufigstes Vorkommen haben (Nähere Einzelheiten finden sich im Artikel Pflanzenformation).

## Wissenschaftsgeschichte

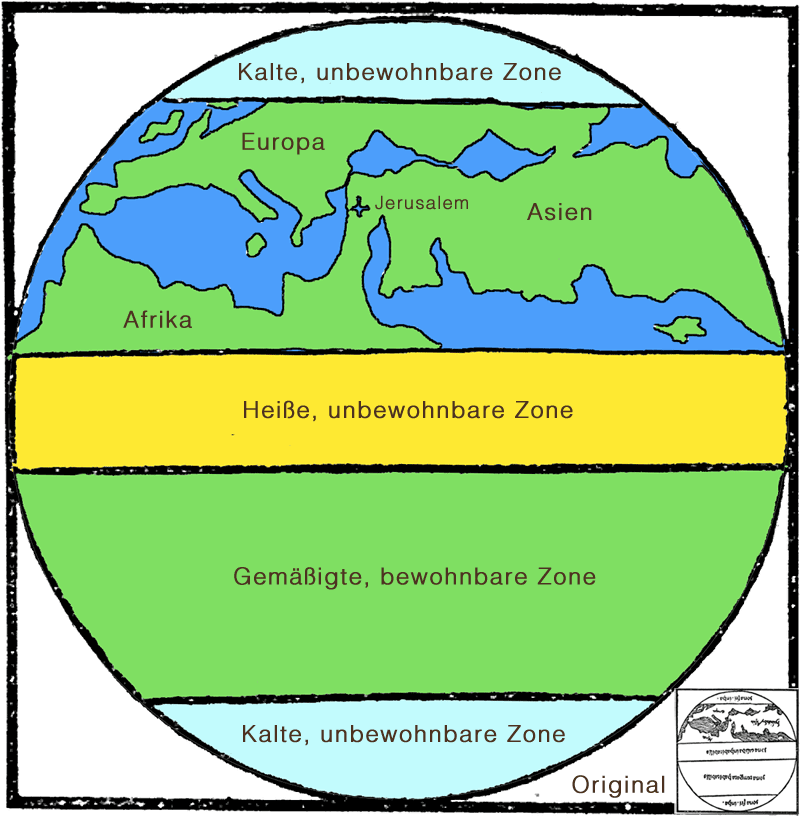
Mittelalterliches Geozonen-Modell der Erde nach der Zonen-Weltkarte des Johannes de Sacrobosco. Beim schwarz-weißen Original ist Süden oben.

Den ersten bekannten Hinweis auf die zonale Gliederung der Erde nach typischen Witterungsbedingungen findet man bereits bei Parmenides im 5. Jahrhundert v. Chr., der eine äquatoriale verbrannte Zone und symmetrisch dazu in der Nord- und Südhemisphäre je eine gemäßigte und eine kalte Zone unterschied. In der Geographica des antiken griechischen Gelehrten Strabon aus dem 1. Jahrhundert v. Chr. wurden ebenfalls fünf Zonen unterschieden, die aus der Kugelgestalt der Erde nach dem Einfallswinkel der Sonne abgeleitet wurden. Diese und ähnliche antike zonale Einteilungen wurde bis ins Mittelalter fortgeführt. Der angelsächsische Mönch Alkuin lehrte dieses Modell im Frühmittelalter und in dem Werk Tractatus de Sphaera des Gelehrten Johannes de Sacrobosco aus dem 15. Jahrhundert ist es eindrucksvoll illustriert (siehe veränderte Abbildung).
Die Entdeckungsreisen und die anschließende europäische Kolonialisierung der Welt ab dem 16. Jahrhundert erbrachten weitreichende Kenntnisse über die Flora und Fauna der Kontinente. Dies führte zwei Jahrhunderte später zu den ersten geozonalen Modellen. Die Grundlagen der Biogeographie legte Horace-Bénédict de Saussure 1779. Alexander von Humboldt beschrieb wenig später als einer der ersten großräumige Zusammenhänge von Pflanzen als Assoziation, womit er allerdings nicht den aus der Pflanzensoziologie bekannten Begriff vorwegnimmt, sondern sich an ähnlichen Wuchsformen orientiert (Heute wird dies als Formation bezeichnet). Augustin-Pyrame de Candolle begründete 1855 die Geobotanik. Der deutsche Botaniker August Grisebach veröffentlichte 1838 die grundlegende Arbeit „Über den Einfluss des Klimas auf die Begrenzung der natürlichen Floren“. In seiner Vegetation der Erde (1872) zeigt er ökologische Wechselbeziehungen auf, die diese Formationen beeinflussen und begründet das Modell der Vegetationszonen. Oscar Drude, der Mitbegründer der Pflanzenökologie, entwickelte dieses Modell in den 1880er und 90er Jahren weiter.
Ausgehend von diesen Ansätzen, die die äußere Form und Struktur der Vegetation als Hauptkriterium nimmt, entwickeln andere Autoren den Begriff des Bioms, der alle Lebewesen eines räumlichen Ausschnitts einbezieht. Die Gliederung, die auf Clements (1916) und Carpenter (1939) zurückgeht, ordnet Lebensgemeinschaften wieder nach den Pflanzenformationen, geht aber von einer abstrakteren, globalen Überlegung aus: Maßgeblich sind großräumige Pflanzenformationen, die im jeweiligen Makroklima vorherrschen. 1929 nimmt Siegfried Passarge eine Einteilung der Erde in Landschaftsgürtel vor.
1936 veröffentlichte Wladimir Peter Köppen das Geographisches System der Klimate, das die erste objektive Klimaklassifizierung der Erde darstellt. Es wurde anschließend von Rudolf Geiger weiterentwickelt und ist heute noch das grundlegende Bezugssystem der Klimageographie. In der Ökologie stützt man sich häufiger auf Klimaklassifizierung nach Carl Troll und Karlheinz Paffen, das 1964 erschien und die Erdoberfläche in fünf Klimazonen einteilt.
Weiter in Richtung einer ökosystematischen Einteilung gehen Tischlers (1950) Bioregionen, die ecoregions von Bailey & Hogg (1968) oder die Zonobiome bei Walter & Breckle (1983). Hier werden die Biome stärker in Beziehung zu bestimmten Landschaftsräumen gesetzt und die gegenseitige Beeinflussung von Klima, Boden, Vegetation und Tieren beschrieben. Müller-Hohenstein (1989) verwendet den Begriff geoökologische Zonen. 1988 schuf Jürgen Schultz das Modell der Ökozonen, das eine noch weitreichendere Merkmalskombination aufweist als die vorhergehenden Modelle. Jüngere Arbeiten verfeinern meist nur noch vorhandene Modelle durch den Einsatz von Satellitendaten.